# UEFA Cup finalen 2000
UEFA Cup finalen 2000 var en fodboldkamp der blev spillet den 17. maj 2000. Kampen blev spillet foran 38.919 tilskuere i Parken i København, og skulle finde vinderen af UEFA Cup 1999-2000. De deltagende hold var tyrkiske Galatasaray og engelske Arsenal. Den var kulminationen på den 29. sæson i Europas næststørste klubturnering for hold arrangeret af UEFA siden etableringen af UEFA Cup i 1971.
Med en sejr på 4–1 på straffespark sikrede Galatasaray sig sin første triumf i turneringen.
Kampen blev ledet af den spanske dommer Antonio López Nieto.